# Florence Blenkiron
Florence Margaret Charlotte Blenkiron, verheiratete Florence Kingaby, später auch Margaret Kingaby, (geboren am 24. April 1904 in Harmby, North Yorkshire; gestorben am 4. März 1991 in Thornhaugh, Peterborough) war eine britische Motorradrennfahrerin und Motorradreisende. Sie erhielt als erste Frau Gold für das Überschreiten von 100 Meilen pro Stunde auf einem Motorrad beim Brooklands-Rennen. Blenkiron und ihre Teampartnerin Theresa Wallach waren die ersten Motorradreisenden, die die Langstrecke von London nach Kapstadt in den Jahren 1934 bis 1935 mit dem Motorrad bewältigten.

## Frühe Jahre

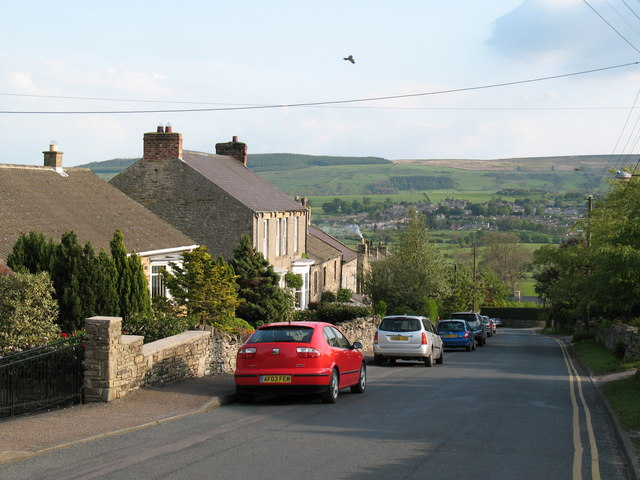
Das Dorf Harmby, Geburtsort Florence Blenkirons, Blick die Hauptstraße entlang Richtung Middleham Castle, 2007

Florence Margaret Charlotte Blenkirons Eltern waren John und Mary Blenkiron (geborene Ainsley Atkinson). Sie hatte einen älteren Bruder, John William Amiby Blenkiron (* 1900). Ihr Vater war laut Volkszählung des Jahres 1901 Assistent eines Lebensmittelhändlers, 1911 jedoch war die Familie bereits in Ellerton Abbey, Marrick, im North Riding of Yorkshire gemeldet, wo die Großfamilie Blenkiron seit Generationen gelebt hatte. Ihr Vater wurde zu diesem Zeitpunkt als Privatier geführt.
Blenkiron arbeitete zunächst einige Jahre als Sekretärin von Robert Hadfield, dem Eigentümer von Hadfield’s Steel Foundry in Sheffield, einer der damals größten Gießereien der Welt.

## Rennkarriere
Blenkiron fuhr im Alter von sechzehn Jahren ihr erstes Motorrad. Sie nahm 1928 am ersten Ladies Race auf der Brooklands-Rennstrecke teil, das von Lady Malcolm Campbell organisiert wurde. Ihr nächstes Rennen in Brooklands war am 30. September 1933. Es wird angenommen, dass sie dort ihre spätere Reisegefährtin Teresa Wallach zum ersten Mal traf.
Am 18. Oktober 1933 gewann Blenkiron ihr erstes Rennen, das All-Comer’s Handicap über drei Runden. Damit war sie die erste Frau, die ein Rennen gewann, an dem sowohl Männer als auch Frauen teilgenommen hatten. Blenkiron und Wallach schlossen sich verschiedenen Motorradgruppen an und nahmen an Wettbewerben teil, um ihre Fähigkeiten zu verbessern. Sie teilten sich schließlich ein Haus im Süden Londons und Wallach gab Blenkiron den Spitznamen Blenk.

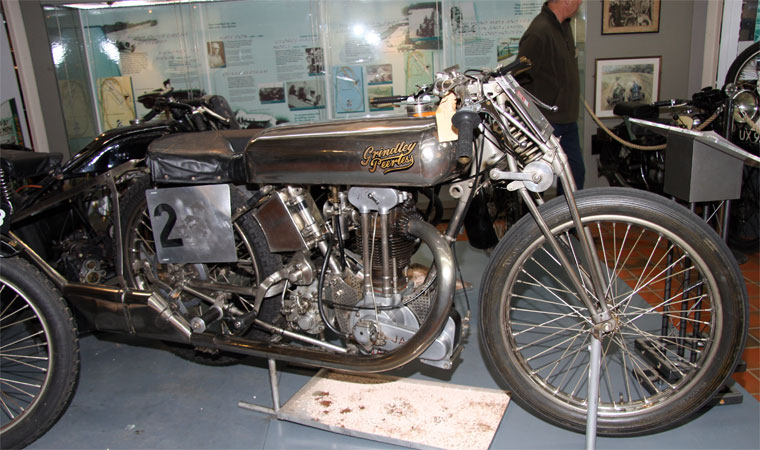
1929er Grindlay-Peerless-J.A.P.-500-cm³-Modell 100, Brooklands Museum

Am 14. April 1934 überschritt Florence Blenkiron in einem Rennen als erste Frau auf einem Motorrad die 100-Meilen-pro-Stunden-Grenze auf einer Einzylindermaschine mit 500 cm³ Hubraum von Grindlay-Peerless. Sie erreichte eine Geschwindigkeit von 102,06 Meilen pro Stunde und wurde mit dem Gold Star Award des British Motorcycle Racing Club ausgezeichnet. Nur zwei weitere Frauen haben diese Auszeichnung danach erhalten, Beatrice Shilling im August 1934 und Theresa Wallach im Jahr 1939.

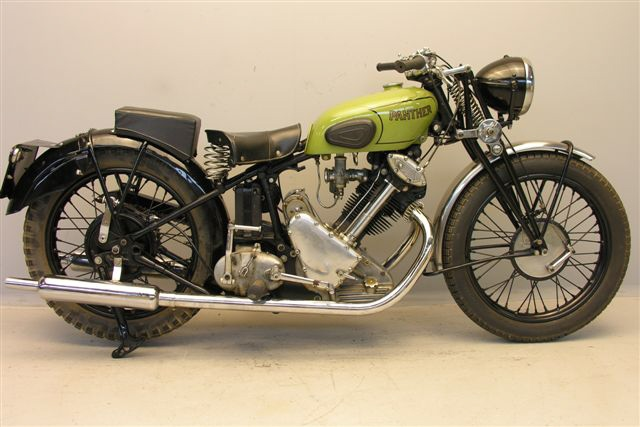
Einzylinder-Panther, Modell 100, 600 ccm (1936)

Blenkiron war daran interessiert, Freunde der Familie in Kapstadt zu besuchen, und nach einem zunächst scherzhaften Gespräch über die Anreise mit dem Motorrad begannen die beiden Frauen, ernsthaft die Reise zu planen. Die Planung dauerte über ein Jahr und mögliche Sponsoren waren anfangs schwer von ihrem Projekt zu überzeugen, bis der Motorradhersteller Phelon & Moore aus Cleckheaton (Yorkshire) sich für das Projekt zu interessieren begann und den beiden Fahrerinnen eine Auswahl an Modellen aus dem Unternehmenskatalog anbot. Sie wählten eine 600 cm³ Redwing Panther mit der Registrierungsnummer YG 7474, die sie Venture nannten. Weitere Sponsoren kamen hinzu, darunter die Firma Watsonian-Squire, die Anhänger und Beiwagen für die Maschine stellte. Blenkiron führte noch im Jahr 1934 bei verschiedenen Veranstaltungen mit der Maschine Stresstests durch.

## Reise nach Kapstadt
Am 11. Dezember 1934 brachen Florence Blenkiron und Theresa Wallach vom Crown House, Aldwych in London nach Kapstadt (Südafrika) auf. In der Menge, die ihre Abfahrt begleitete, befand sich auch Lady Nancy Astor, die erste weibliche Abgeordnete im britischen Unterhaus und Hochkommissar für das damalige Südrhodesien.
Über die Reise wurde in der Presse ausführlich berichtet. Im Juni 1935 hieß es im Magazin The Woman Engineer: „Miss Wallach und Miss Blenkiron fahren jetzt mit ihrer Motorradkombination nach Nairobi; einige ihrer unangenehmeren Abenteuer beinhalteten bisher vier Nächte in einem tropischen Dschungel ohne Nahrung oder Unterkunft und die Gefangennahme durch Tuaregs in der Wüste“.
Die geplante Route führte sie über Folkestone (Kent), Boulogne, Paris, Marseille, Algier, Ghardaia, In Salah, Tamanrassat, und dann über In Guezzam nach Agadez. Dort reisten sie am 4. März 1935 ab nach Katsina in Nigeria, wo sie am 11. März ankamen, dann nach Kano, und am 19. April gelangten sie nach Fort Archambault. Von dort aus fuhren sie bis zum 30. April nach Ekibondo, über das Ruwenzori-Gebirge nach Kampala (Uganda) und erreichten schließlich via Nairobi (Kenia) am 5. Juni Arusha (Tansania). Sie fuhren am Kilimandscharo vorbei und erreichten Iringa am 11. Juni, sodann ging die Route über die Stadt Victoria Falls (Simbabwe), durch Bulawayo und am 11. Juli Beitbridge. Sie kamen schließlich am 29. Juli 1935 in Kapstadt an.
Florence Blenkiron und Theresa Wallach gelten als die ersten Personen, die die Reise von London nach Kapstadt mit dem Motorrad bewältigt haben. Teile ihrer Reise haben sie sowohl auf Film als auch auf Fotos festgehalten.

### Rückreise nach London
Der ursprüngliche Plan beinhaltete, mit demselben Motorrad und Seitenwagen die Strecke zurückzufahren, aber infolge eines Unfalls wurde die erste Panther-Maschine als Totalschaden abgeschrieben. Die Firma Phelon & Moore schickte daher eine neue Kombination aus Motorrad und Beiwagen, die Venture II. Theresa Wallach erkrankte jedoch und musste mit dem Schiff nach Großbritannien zurückkehren.
Florence Blenkiron verließ Kapstadt am 18. September 1935 daher allein mit dem Motorrad und dem Beiwagen. Es wird angenommen, dass sie über Salisbury, Nairobi, Faradje, Niangara (Kongo), Bula, Fardje und Marouna reiste und schließlich gezwungen war, die Reise mit dem Motorrad abzubrechen und es von einem Bus aus Kano schleppen zu lassen. Die örtlichen Behörden wollten sie wegen der Kosten einer möglichen Rettungsaktion nicht allein reisen lassen. Sie erreichte Algier am 10. Februar 1936 und kehrte im April 1936 zurück nach London, wo sie den Hochkommissar für das damalige Südrhodesien im Rhodesia House traf und ihm ein Schreiben des südafrikanischen Premierministers überreichte.

### Nach der Rückkehr
In einem Interview nach ihrer Rückkehr kündigte Blenkiron an, dass sie vorhabe, ein Buch über die Erfahrungen zu schreiben, was sie aber nie realisierte. In der in Newcastle erscheinenden Zeitung Sunday Sun veröffentlichte sie im Mai 1936 einen Reisebericht unter dem Titel Exclusive Graphic Story, der mit einigen Fotos der Reise bebildert war.
1937 begann Blenkiron für ihre Dienste als Chauffeurin und Reiseleiterin in ihrem „neuen siebensitzigen Austin“ in der Zeitschrift The Woman Engineer zu werben. Neben einer Nachrichtenmeldung über die Einrichtung ihres Unternehmens erschien eine Anzeige unter der Überschrift Valet Motoring: „Reisen Sie, wohin Sie wollen, nicht wo sie hinmüssen. Private Touren im In- und Ausland, exklusiv arrangiert zu Ihrem Vergnügen und dem Ihrer Freunde. Miss Florence Blenkiron, erfahrene Kurierin, mit eigener 18 PS 7-Sitzer-de-Luxe-Limousine, wird sie fahren, führen und sich um ihre persönlichen Bedürfnisse während der Tour kümmern. Spezialistin für Reisen durch Afrika. Anmietung per Stunde, Tag oder Zeitraum möglich sowie für Sightseeing-Fahrten. Preis nach Absprache. 174, Holland Park Avenue, London W.11.“
Sie wurde im März 1938 zum assoziierten Mitglied der Women's Engineering Society ernannt, in Anerkennung ihrer Reise nach Kapstadt und zurück, sowie aufgrund ihrer „wertvollen Erfahrung im Verwaltungsbereich der Stahlproduktion, die sie während ihrer Tätigkeit für die Gießerei Hadfields Ltd. erworben“ hatte. Im gleichen Jahr reiste sie mit Blenkiron's Chauffeuring Business nach Melbourne, Australien an Bord der Orcades und tourte als Fahrerin und Begleiterin durch das Land.

## Zweiter Weltkrieg
Im Dezember 1939 berichtete die Zeitschrift Women Engineer, dass Blenkiron sofort aus Australien zurückgekehrt sei, als der Krieg erklärt wurde. Sie hoffe, ihren Beitrag zur Verteidigung ihres Landes „ohne weitere Verzögerung leisten zu dürfen“. Im Herbst 1940 verlautbarte das Blatt, dass „Miss Florence Blenkiron, A. T. S., … in Kürze mit dem Mechanised Transport Corps nach Kenia segeln“ werde. Das MTC war eine zivile britische Frauenorganisation, die über eigene Transportmittel und Uniformen verfügte und Fahrerinnen für Ministerien und andere Behörden bereitstellte. Die dort engagierten Frauen fuhren unter anderem Dienstwagen, auch für ausländische Würdenträger, deren Fahrer es nicht gewohnt waren, auf britischen Straßen zu fahren, sowie Krankenwagen im The Blitz genannten Angriff der deutschen Luftwaffe auf London.
Blenkiron schrieb im Sommer 1941 an die Women's Engineering Society aus Pretoria, dass sie soeben ihren Marschbefehl nach Norden erhalten habe. „Wir sind im Militärquartier in höchst komfortablen Hütten untergebracht und helfen den Transportarbeitern bei allgemeinen Tätigkeiten, etwa beim Fahren, auch von sechsrädrigen Lastwagen, und ermöglichen so einem größeren Teil, Weihnachtsurlaub zu bekommen. Hier in unserem Bereich gibt es nicht besonders viel Arbeit, aber es macht uns Spaß zu helfen, vor allem weil die Tätigkeiten eine solche Bandbreite aufweisen.“
Im Juli 1941 war Blenkiron in Mena, in der Nähe von Kairo, bei der Palestine Women Drivers Unit stationiert, wo sie für Konvois von Lastwagen und gepanzerten Fahrzeugen zuständig war, die Ägypten, Palästina und Syrien abdeckten. Im September 1941 erhielt sie den Rang eines 2. Subalternoffiziers. Im Mai 1942 war sie eine von zwei Offizieren an der Mena School of Military Driving and Maintenance, wo sie Fahrer prüfte und Frauen aus Palästina sowie syrischen Männern, Briten und anderen Dienstgraden des A. T. S. die Durchführung von Wartungsarbeiten beibrachte. Sie war auch verantwortlich für die Durchführung von Fahr- und Wartungskursen für alle Mitarbeiter der Nothilfe- und Wiederaufbauverwaltung der Vereinten Nationen, die nach Ägypten entsandt wurden und diesen Kurs absolvieren mussten, bevor sie Zugang zu Militärfahrzeugen erhielten.
1945 war Blenkiron für 30 Busse verantwortlich, die von palästinensischen Frauen in Kairo für den Transport von Armeeoffizieren zwischen ihrem Wohnort und dem Hauptquartier gefahren wurden.

## Ehejahre
Im August 1945 beantragte Blenkiron ihre Versetzung nach Kalkutta, um sich dem Team des War Services Club der Young Women’s Christian Association (YWCA) anzuschließen und die Wartung einer Einheit von acht Lastwagen zu übernehmen. Von dort aus wechselte sie nach Bombay und übernahm die Leitung des YWCA War Services Club.

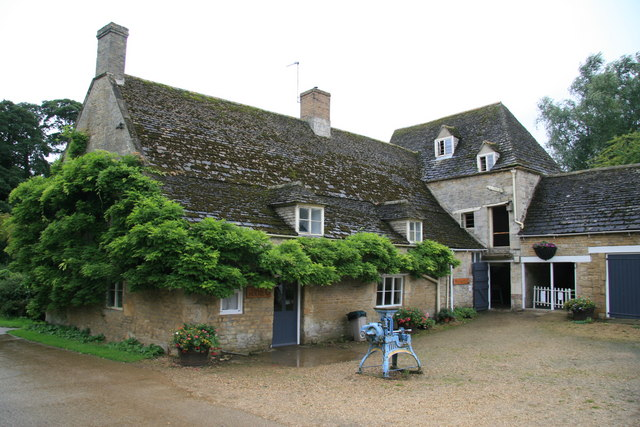
Sacrewell Watermill auf dem Gelände der Sacrewell Farm in Thornhaugh, 2008

Um diese Zeit lernte sie Kenneth Malcolm Kingaby kennen, der dort als Armeeoffizier diente. Im November 1945 trat sie von ihrer Leitungsposition zurück und das Paar heiratete im Januar 1946. Blenkiron, nun verheiratete Kingaby, kehrte für einen Monat nach Großbritannien zurück. Am 3. November 1947 kam sie in Tilbury auf der Strathmore an und fuhr im Dezember 1947 mit der Empress of India von Liverpool nach Bombay zurück. Nachdem der War Services Club geschlossen und ihr Mann Kenneth aus der Armee entlassen worden war, arbeitete er zunächst für ein amerikanisches Pharmaunternehmen. Florence Blenkiron übernahm die Projektleitung für die Restaurierung einer Fabrik seines Arbeitgebers.
1955 kehrten sie nach Großbritannien zurück, etwa um diese Zeit begann sie den Namen Margaret Kingaby zu verwenden. Sie versuchten sich in der Landwirtschaft in Somerset, was Kenneth Kingaby jedoch 1959 wegen einer Koronarthrombose aufgeben musste. Er übernahm eine Position als Buchhalter auf einem großen Anwesen bei Peterborough im Besitz von William Scott Abbott, heute als Sacrewell Farm bekannt. Dem Ehepaar Kingaby wurde ein Bungalow, Windgate Way, in einem ruhig gelegenen Waldgebiet auf dem Anwesen zur Verfügung gestellt. Auch nachdem Kenneth Kingaby in den Ruhestand gegangen war, konnte das Paar das Haus weiterhin bewohnen.
Florence Blenkiron starb 1991 im Alter von 86 Jahren – nach einem schweren Schlaganfall lebte sie in einem Pflegeheim in Thornhaugh –, ihr Mann Kenneth starb ein Jahr später.

## Memorabilia
Im Jahr 2018 tauchte eine Sammlung von 66 zuvor unbekannten Diapositiven der Marke Ilford Special Lantern (8,3 cm × 8,3 cm) in einer mit einem Union Jack versehenen Kiste auf. Auf den belichteten Glasplatten waren die Venture, das Panther-Motorrad mit Beiwagen, sowie Szenerien und Landschaft entlang der Route von Blenkiron und Wallach auf der Reise von London nach Kapstadt zu sehen. Die Sammlung wurde von Toovey’s Auction House in West Sussex für 1.300 Pfund versteigert.

## Weiterführende Literatur
- Theresa Wallach: The Rugged Road. Herausgegeben von Barry M. Jones. 2. Aufl. Panther Publishing, Bengaluru 2011, ISBN 978-0-9564975-2-9 (auf Englisch).
- Pilar Tejera Osuna: Reinas de la Carretera: Pioneras del Manillar y del Volante. Ediciones Casiopea, Madrid 2018, ISBN 978-84-948482-1-6 (auf Spanisch).
- Alicia Mariah Elfving: The Motolady’s Book of Women Who Ride. Motorcycle Heroes, Trailblazers & Record-breakers. Motorbooks, Beverly 2021, ISBN 978-0-7603-6750-6 (auf Englisch).